# Romina Godoy
Romina Godoy, argentinska plesalka tanga, * 1978, Buenos Aires.
Romina je znana plesalka argentinskega tanga. Njena plesna pot se je začela že v otroštvu. Kot štiriletni otrok je začela hoditi na gimnastiko. Kasneje se je začela ukvarjati še z jazz baletom, hip hopom, salso in z akrobatiko. Skupaj s soplesalcem in življenjskim partnerjem Leandrom Paloum živi in poučuje v Londonu. Kot učiteljica in plesalka se je udeležila mnogih festivalov tanga po vsem svetu.